# Johannes Garcaeus der Jüngere
Johann(es) Garcaeus der Jüngere (auch Gartz; * 13. Dezember 1530 in Wittenberg; † 22. Januar 1574 in Brandenburg an der Havel) war ein deutscher lutherischer Theologe und Astrologe.

## Leben
Geboren als Sohn Johannes Garcaeus des Älteren, besuchte Garcaeus die Gelehrtenschule des Johanneums in Hamburg und studierte zunächst ab 1547 an der Universität Rostock und später an der Universität Wittenberg.  Dort machte er sich vor allem mit Philipp Melanchthon bekannt und betrieb in seiner philosophischen Ausbildung besonders bei Caspar Peucer Mathematik. Nachdem er 1550 den akademischen Grad eines Magisters erworben hatte, arbeitete er von 1551 bis 1553 als Lehrer in Leitmeritz (Böhmen). Dann kehrte er als Hauslehrer zweier Studenten nach Wittenberg zurück, wo er 1555 seine erste Schrift, eine Predigt über die Engel, veröffentlichte. Im selben Jahr begab er sich mit einem Stipendium an die Universität Greifswald, wo er 1556 auf Empfehlung Melanchthons zum Professor an der philosophischen Fakultät berufen wurde.
Um 1559 übernahm er in Greifswald eine theologische Professur, verbunden mit dem Amt des Pastors an der St.-Jacobi-Kirche, 1560 auch das Dekanat der philosophischen Fakultät. 1561 ging er als Oberpfarrer und Superintendent an die St.-Katharinen-Kirche der Neustadt in Brandenburg an der Havel. Nachdem er dort auch Vorlesungen gehalten hatte, wurde er am 29. Mai 1570 in Wittenberg zum Doktor der Theologie promoviert, verstarb aber nach kurzer Wirkungszeit im Alter von 43 Jahren.
Von ihm ist eine große Anzahl von Schriften bekannt geworden, die hauptsächlich mit theologischen Fragen beschäftigen und auch in verschiedene Sprachen übersetzt wurden. Vor allem ragten seine astrologischen Schriften hervor, die ihn in gewissen Kreisen berühmt gemacht haben. Ebenfalls sind von ihm meteorologische Schriften bekannt.
Der Theologe und Geistliche Joachim Garcaeus war sein Sohn.

## Schriften (Auswahl)
- Tres Tractatus de Tempore, Wittenberg 1563–65
- De erigentis Figuris caeli, veräsicantionibus, revolutionibus & directionibus, 1556
- Metrovulogiam, 1568
- Harmonia de ratione institutionis scholasticae, 1565, 1588
- Methodus astrologiae, Basel 1570, 1576